# برونو بيتلهايم
برونو بيتلهايم (28 أغسطس 1903 - 13 مارس 1990) هو عالم نفس وباحث ومفكر وكاتب نمساوي المولد قضى معظم حياته الأكاديمية والسريرية في الولايات المتحدة. ركز عمل بيتلهايم -الذي كان من أوائل من كتبوا عن مرض التوحد- على تعليم الأطفال المضطربين عاطفيًا، وكذلك علم النفس الفرويدي بشكل عام. في الولايات المتحدة، حصل لاحقًا على منصب أستاذ في جامعة شيكاغو ومدير مدرسة سونيا شانكمان لتقويم العظام للأطفال المضطربين، وبعد عام 1973 درس في جامعة ستانفورد.
افترضت أفكار بيتلهايم، التي نشأت عن أفكار سيغموند فرويد، أن الأطفال الذين يعانون من اضطرابات سلوكية وعاطفية لم يولدوا هكذا، ويمكن علاجهم من خلال العلاج التحليلي النفسي الممتد، وهو العلاج الذي يرفض استخدام الأدوية النفسية والعلاج بالصدمة. تمتع خلال الستينيات والسبعينيات من القرن الماضي بسمعة دولية في مجالات مثل التوحد، والطب النفسي للأطفال، والتحليل النفسي.
فقدت الكثير من أعماله بعد وفاته بسبب أوراق اعتماد أكاديمية مزورة، ومزاعم بإساءة معاملة المرضى، واتهامات بالسرقة الأدبية، وعدم وجود رقابة من قبل المؤسسات والمجتمع النفسي.

## الخلفية في النمسا
ولد برونو بيتلهايم في 28 أغسطس 1903 في فيينا، النمسا-المجر، وعندما توفي والده، ترك بيتلهايم دراسته في جامعة فيينا للاهتمام بمنشرة عائلته. بعد الوفاء بالتزاماته تجاه أعمال عائلته، عاد بيتلهايم كطالب ناضج في الثلاثينيات من عمره إلى جامعة فيينا. تختلف المصادر حول تعليمه (انظر قسم أوراق الاعتماد المضللة).
اعتنت زوجة بيتلهايم الأولى، جينا، بالطفل الأمريكي المضطرب باتسي، الذي عاش في منزلهم في فيينا لمدة سبع سنوات، والذي ربما كان مصابًا بالتوحد.
في ثقافة الأكاديمية النمساوية في عصر بيتلهايم، لم يكن من الممكن للشخص أن يدرس تاريخ الفن دون إتقان جوانب علم النفس. وكان على المرشحين لرسالة الدكتوراه في تاريخ الفن عام 1938 في جامعة فيينا أن يستوفوا متطلبات في الدراسة الرسمية لدور الأركيتايبات اليونغية في الفن، وفي الفن كتعبير عن اللاوعي.
على الرغم من كونه يهوديًا بالولادة، نشأ بيتلهايم في أسرة علمانية. بعد الضم (الضم السياسي) للنمسا في 13 مارس 1938، أرسلت سلطات الاشتراكيين الوطنيين (النازيين) اليهود النمساويين والمعارضين السياسيين إلى محتشدات الاعتقال داخاو وبوخنفالد حيث عومل الكثيرون بوحشية وعذبوا أو قتلوا. قبض على بيتلهايم بعد حوالي شهرين في 28 مايو 1938، وسجن في كلا المعسكرين لمدة عشرة أشهر ونصف قبل أن يطلق سراحه في 14 أبريل 1939. أثناء وجوده في معسكر بوخنفالد، التقى وصادق عالم النفس الاجتماعي إرنست فيدرن. نتيجة للعفو الذي أُعلن بمناسبة عيد ميلاد أدولف هتلر (الذي حدث لاحقًا في 20 أبريل 1939)، أطلق سراح بيتلهايم ومئات من السجناء الآخرين. اعتمد بيتلهايم على تجربة معسكرات الاعتقال لبعض أعماله اللاحقة.

## الحياة والعمل في الولايات المتحدة
وصل بيتلهايم عن طريق السفن كلاجئ في مدينة نيويورك في أواخر عام 1939 لينضم إلى زوجته جينا التي هاجرت بالفعل. انفصلا لاحقًا لأنها دخلت بعلاقة مع شخص آخر أثناء تباعدهما. سرعان ما انتقل إلى شيكاغو، وأصبح مواطنًا أمريكيًا متجنسًا في عام 1944، وتزوج امرأة نمساوية، جيرترود (ترودي) وينفيلد، وهي أيضًا مهاجرة من فيينا.

### علم النفس
رعت مؤسسة روكفلر مشروعًا في زمن الحرب للمساعدة في إعادة توطين العلماء الأوروبيين من خلال توزيع سيرهم الذاتية على الجامعات الأمريكية. من خلال هذه العملية، وظف رالف تايلر بيتلهايم ليكون مساعده البحثي في جامعة شيكاغو من عام 1939 إلى عام 1941 بتمويل من جمعية التعليم التقدمي لتقييم كيفية تدريس المدارس الثانوية للفن. بمجرد نفاد هذا التمويل، وجد بيتلهايم وظيفة في كلية روكفورد، إلينوي، حيث قام بالتدريس من عام 1942 إلى عام 1944.
في عام 1943، نشر مقالة بعنوان السلوك الفردي والجماعي في المواقف المتطرفة حول تجاربه في معسكرات الاعتقال، وهي الورقة التي حظيت بتقدير كبير من قبل دوايت أيزنهاور من بين آخرين. زعم بيتلهايم أنه أجرى مقابلات مع 1500 سجين آخر، على الرغم من أن هذا لم يكن واقعيًا. وذكر أن المحلل النفسي في فيينا ريتشارد ستيربا كان قد حلله، وكذلك أشار في العديد من كتاباته إلى أنه كتب أطروحة دكتوراه في فلسفة التعليم. كانت درجة الدكتوراه الفعلية له في تاريخ الفن، وقد تلقى فقط ثلاث دورات تمهيدية في علم النفس.
من خلال توصية رالف تايلر، عينت جامعة شيكاغو بيتيلهايم أستاذًا لعلم النفس، وكذلك مديرًا لمدرسة سونيا شانكمان لتقويم العظام للأطفال المضطربين عاطفيًا. شغل كلا المنصبين من عام 1944 حتى تقاعده في عام 1973. وقد كتب عددًا من الكتب في علم النفس، ولفترة من الوقت، كان له سمعة دولية لعمله على سيغموند فرويد، والتحليل النفسي، والأطفال المضطربين عاطفيًا.
في مدرسة تقويم العظام، أجرى بيتلهايم تغييرات ووضعت بيئة لعلاج الوسط، حيث يمكن للأطفال تكوين روابط قوية مع البالغين داخل بيئة منظمة ولكن رعاية. وادعى نجاحًا كبيرًا في علاج بعض الأطفال المضطربين عاطفيًا. كتب كتبًا عن علم نفس الطفل الطبيعي وغير الطبيعي، وأصبح له تأثير كبير في هذا المجال، واحترم على نطاق واسع خلال حياته. وقد لوحظ بدراسته للأطفال الضالين، الذين يعودون إلى مرحلة الغرائز دون تجربة فوائد الانتماء إلى المجتمع. وقد ناقش هذه الظاهرة في كتاب القلب المستنير. حتى النقاد يتفقون على أن بيتلهايم، في ممارسته، كان مكرسًا لمساعدة هؤلاء الأطفال باستخدام الأساليب والممارسات التي من شأنها أن تمكنهم من عيش حياة سعيدة. ويستند إلى موقفه أن العلاج النفسي يمكن أن يغير البشر وأنهم قادرون على التكيف مع بيئتهم شريطة أن يتم إعطاؤهم الرعاية والاهتمام المناسبين.
انتخب بيتلهايم زميلًا للأكاديمية الأمريكية للفنون والعلوم في عام 1971. بعد تقاعده في عام 1973، انتقل هو وزوجته إلى بورتولا فالي بكاليفورنيا، حيث واصل الكتابة والتدريس في جامعة ستانفورد. توفيت زوجته عام 1984.